# La Maná
La Maná ist eine Stadt und ein Municipio in der Provinz Cotopaxi in Zentral-Ecuador. Beim Zensus 2010 betrug die Einwohnerzahl im urbanen Bereich von La Maná 23.775. La Maná ist Verwaltungssitz des gleichnamigen Kantons. Ferner bildet einen Teil des Municipios die Parroquia urbana La Maná.

## Lage
La Maná liegt auf einer Höhe von 210 m am Westfuß der Anden. Die Stadt liegt im Westen der Provinz Cotopaxi 68 km westlich der Provinzhauptstadt Latacunga. La Maná befindet sich am Río San Pablo, der nach Westen fließt und schließlich in den Río Quevedo mündet.
Das Municipio La Maná grenzt im Westen und im Nordwesten an die Provinz Los Ríos mit den Kantonen Quinsaloma und Valencia, im Osten an die Parroquias Guasaganda und El Tingo (Kanton Pujilí) sowie im Süden an die Parroquia Moraspungo (Kanton Pangua).

## Municipio
Das 228,1 km² große Municipio La Maná wird aus drei Parroquias urbanas gebildet: La Maná, El Triunfo (⊙) und El Carmen (⊙). Beim Zensus 2010 lebten 36.254 Einwohner im Municipio.

## Verkehr
Die Fernstraße E30 (Quevedo–Latacunga) führt an La Maná vorbei.

## Geschichte
Die Parroquia La Maná wurde am 18. Oktober 1957 (Registro Oficial N° 340) als Parroquia rural im Kanton Pujilí gegründet. Am 19. Mai 1986 wurde der Kanton La Maná eingerichtet und La Maná wurde eine Parroquia urbana und Sitz der Kantonsverwaltung. Die Parroquias urbanas El Carmen und El Triunfo wurden in den Jahren 2001 und 2002 gegründet.